# شبستان زمستانی

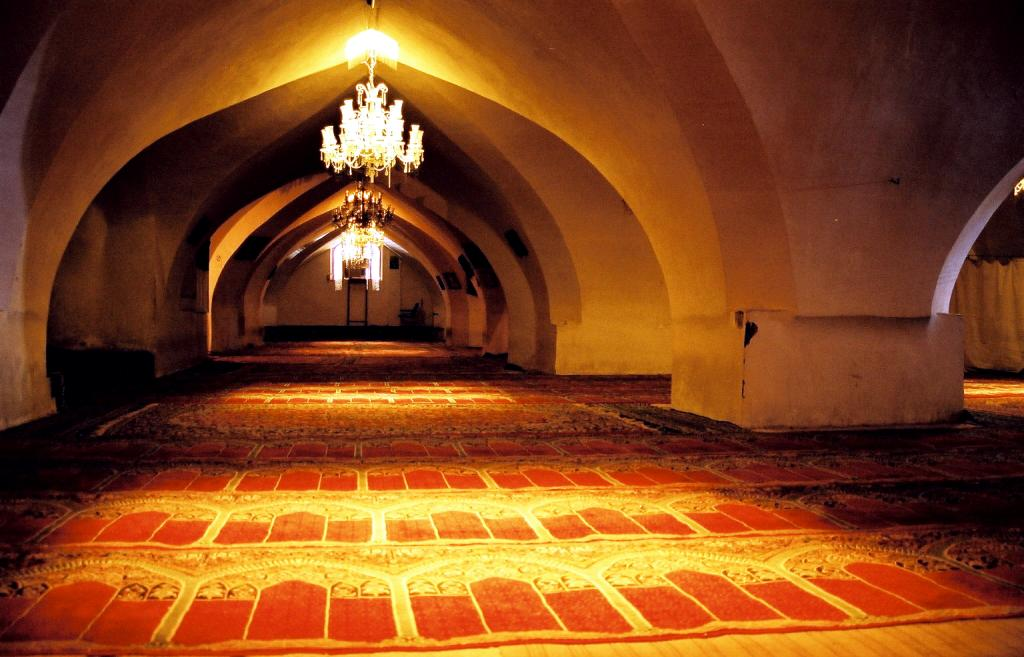
شبستان زمستانی مسجد جامع اصفهان

شبستان زمستانی یا دارالشتا یا بیت‌الشتا در مساجد فضاهای سرپوشیده و دارای ستون‌های یک شکل و موازی‌اند بوده که برای فرار از سرمای زمستان معمولاً در زیر زمین و با کمترین ارتباط به صحن اصلی و فضای بیرون ساخته می‌شده‌است.

پوشش سقف شبستان زمستانی غالبا با مودول کلمبو، چهاربخشی یا گنبد بوده‌است. برای نورگیری سوراخ‌های در سقف ایجاد می‌کرده‌اند که با سنگ مرمر پوشیده می‌شد و نور کم، فضایی آرام، دل‌پذیر و عرفانی به فضا می‌بخشید.

شبستان زمستانی غالبا نسبت به شبستان‌های اصلی کوچک‌تر بوده‌است.